# کوفچاز
کوفچاز (به ترکی استانبولی: Kofçaz) یک منطقهٔ مسکونی در ترکیه است که در استان قرقلرایلی واقع شده‌است. کوفچاز ۴۵۵ متر بالاتر از سطح دریا واقع شده‌است.